# Шипуліно
Шипуліно (рос. Шипулино) — село Клинського району Московської області, входить до складу міського поселення Високовськ.
Станом на 2010 рік населення становило 67 чоловік.